# 時間屋
『時間屋』（じかんや）は、日高万里による日本の漫画作品。

## 概要
時を操ることができる「時間屋」の主人時永。ある時は医師として、またある時は教師と姿を変え、依頼人と契約を交わし、願いを叶えていく物語。
劇団K-Showで本作を原作とした舞台「壊れた時計が動くとき」が公演された。

## あらすじ
願い（ねがい）
花とゆめステップ増刊 1997年6月15日号掲載
人工透析を受けている高校生の神山美妃は、病院に束縛されない時間がもっと欲しいと願っていた。ある日、美妃の前に現れた一人の少年に「ずっと君を見ていた」と言われる……。
空の旋律（からのせんりつ）
花とゆめステップ増刊 1997年9月30日号掲載
不慮の事故で喉を潰し、声が出なくなってしまった小夜子。彼女の心の拠り所は、幼なじみの尚人が奏でるピアノの音だった。尚人はかつて神童と謳われたが、今はスランプに陥っていた。優しさだけは昔と変わらない尚人だが、小夜子はピリピリとした尚人の空気を感じ取っていた。
夢椿（ゆめつばき）
花とゆめステップ増刊 1998年1月15日号掲載
近所で椿屋敷と呼ばれる屋敷でメイドとして働く冴子。冴子は実は屋敷の主・静の孫で、正体を隠して働いていた。働き始めて2カ月、静が縁者たちに、「家出した娘を探し出してきたら、遺産を半分与える」と言い出した。
箱庭回廊（はこにわかいろう）
花とゆめステップ増刊 1998年8月15日号掲載
地味で目立たない自分に不満を持つ宮本という少女。宮本は、連日同じ夢を見ていた。それは、自分とは正反対な性格の明るい美人な女の子・エリカと2人の男の子の話だった。

## 収録作品
お城（おしろ）
花とゆめ 1994年4号掲載
人気急上昇中の俳優・有貴と同棲している理加子。高校生の頃からの付き合いだが、近頃は有貴が多忙で寂しさを募らせていた。

## 単行本
- 時間屋（花とゆめコミックス）発売日1998年10月　白泉社 191p　ISBN 9784592177074